# Барбарига (Италия)
Барбарига (итал. Barbariga, ломб. Barbarìga) — коммуна в Италии, в провинции Брешиа области Ломбардия.
Население составляет 2177 человек, плотность населения составляет 198 чел./км². Занимает площадь 11 км². Почтовый индекс — 25030. Телефонный код — 030.
Покровителем коммуны почитается святой Вит. Праздник ежегодно празднуется 15 июня.